# 莉莉·霍尼格
莉莉·霍尼格（Lilli Hornig，本姓Schwenková，1921年3月22日—2017年11月17日）是一位捷克裔美国科学家，曾参与曼哈顿计划，并且她是一位女权主义活动家。

## 早期生活
莉莉·霍尼格生於拉贝河畔乌斯季，她的父亲是一位有机化学家，母亲是儿科医生。
1929年，她的家人搬到柏林。她的父母是犹太人，後來她父親為躲避纳粹移民美國。1932年，她和母親也移民美國。
1942年，莉莉·霍尼格获得布林莫爾學院学士学位，1950年獲得哈佛大学博士学位。1943年，她與唐納·霍尼格結婚，他们育有四个子女。

## 职业
由於丈夫要前往洛斯阿拉莫斯实验室工作，莉莉·霍尼格決定陪伴丈夫一同前往。莉莉·霍尼格也打算在那裡找一份工作。一開始單位打算只讓她負責打字並要求她参加打字测试，后来人们發現她在科學領域有一技之長，於是便邀請她加入曼哈顿计划，期間她主要从事钚化学研究。
后来人们又認為钚化学研究对女性來說太危险，莉莉·霍尼格转而从事高爆透镜研究。在洛斯阿拉莫斯实验室期間，她曾签署请愿书，呼吁應該在无人居住的岛屿上展開首颗原子弹核試驗。
莉莉·霍尼格后来成为布朗大学的化学教授，并担任华盛顿特区三一学院化学系主任。莉莉·霍尼格在林登·约翰逊總統執政時期是韩国特派团的一員，她被派往韩国參與創辦韩国科学技术研究院。

## 死亡
2017年11月17日，莉莉·霍尼格在罗德岛州普罗维登斯去世，享年96岁。